# Cyclosa cucurbitoria
Cyclosa cucurbitoria là một loài nhện trong họ Araneidae.
Loài này thuộc chi Cyclosa. Cyclosa cucurbitoria được miêu tả năm 1990 bởi Chang-Min Yin et al..